# Enrique Ayet Fortuño
Enrique Ayet Fortuño (Vila-real, 16 de juny de 1941 - 6 de gener de 2010) fou un polític valencià, alcalde de Vila-real i diputat a les Corts Valencianes en la IV Legislatura.

## Biografia
Llicenciat en dret, treballà com a advocat laboralista i milità al PSPV-PSOE. Fou elegit alcalde de Vila-real per majoria absoluta a les eleccions municipals espanyoles de 1983, 1987 i 1991. Durant el seu mandat es va segregar el nou municipi de Les Alqueries (1987), es va construir l'Auditori Municipal, piscines climatitzades, s'urbanitzaren molts carrers i es va millorar el Termet vora l'ermita de la Mare de Déu de Gràcia.
Després fou elegit diputat a les eleccions a les Corts Valencianes de 1995. De 1995 a 1999 ha estat vocal, entre d'altres, de la Comissió de Governació i Administració Local i de la Comissió d'Economia, Pressupostos i Hisenda de les Corts Valencianes.
El 1999 es retirà de la política i es dedicà a l'assessoria legal urbanística. Va morir la diada de reis de 2010 després d'una llarga malaltia.